# Dubrawa
Dubrawa (prononciation : [duˈbrava]) est un village polonais de la gmina de Rzeczniów dans le powiat de Lipsko de la voïvodie de Mazovie dans le centre-est de la Pologne.
Il se situe à environ 6 kilomètres au sud-ouest de Rzeczniów (siège de la gmina), 22 kilomètres à l'ouest de Lipsko (siège du powiat) et à 127 kilomètres au sud de Varsovie (capitale de la Pologne).
Le village possède une population de 132 habitants en 2012.

## Histoire
De 1975 à 1998, le village appartenait administrativement à la voïvodie de Radom.